# Nikon D610

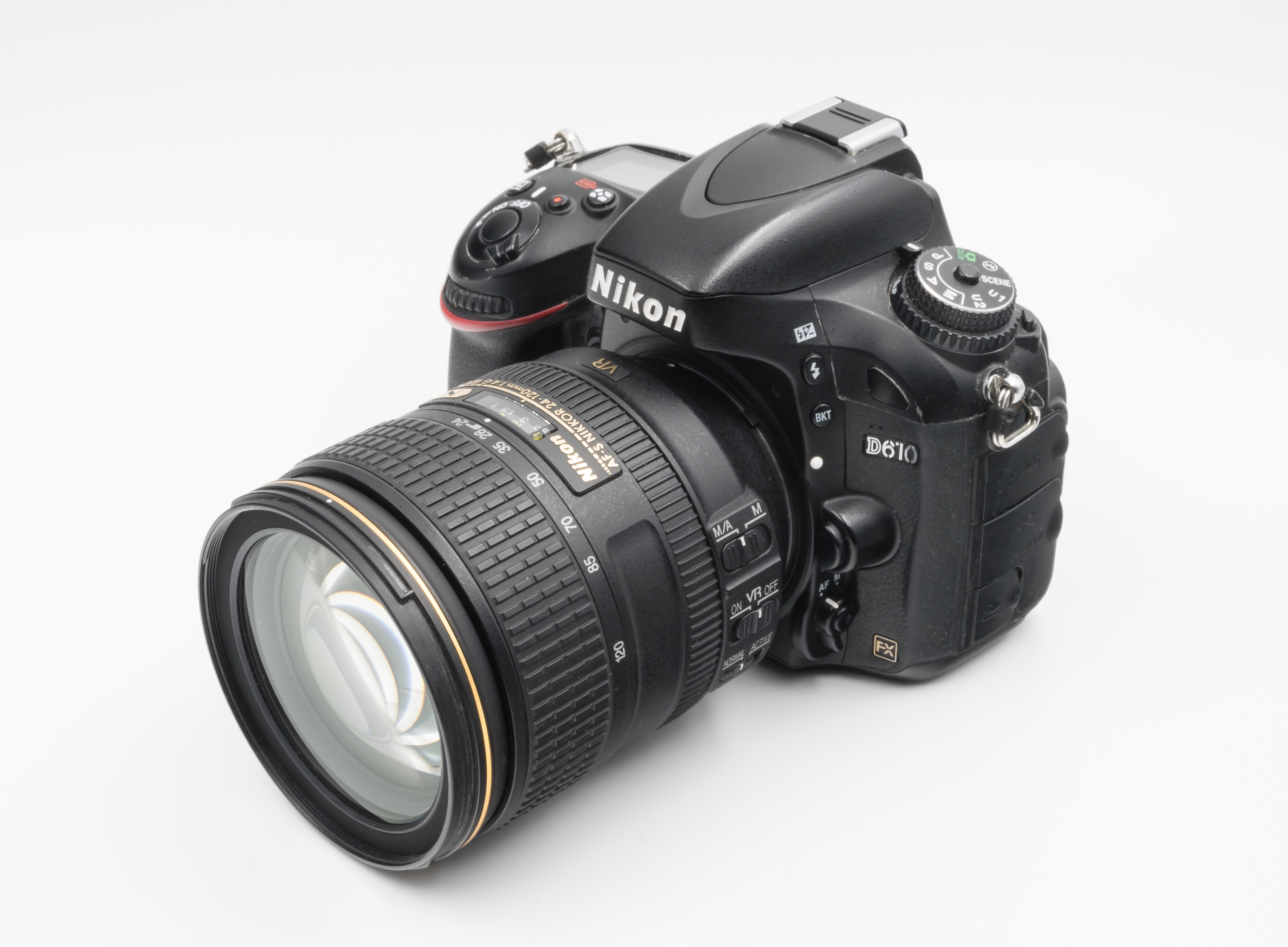
Nikon D610

Nikon D610 je lehce modernizovaný nástupce zpočátku velice populárního modelu Nikon D600. Znečišťováním snímače proslulý typ Nikon D600 přilákal davy nadšenců nízkou cenou těla poprvé i jim zpřístupňující do té doby hlavně profesionály využívaný digitální FX formát. Tedy formát plného kinofilmového políčka bez tzv. crop faktoru a s tím spojenými výhodami velkého snímače a lépe řiditelné hloubky ostrosti. Oficiálně byl přístroj představen počátkem října 2013. Hlavní novinka proti předchozímu modelu této řady byla „překvapivě“ nová závěrka. Mezi další inovace patřily související rychlejší časy pro sériové snímaní, až 6 snímků za vteřinu (nebo 3 v tichém režimu) a lepší vyvážení bílé.

## Technické parametry
- Snímač: CMOS, formát FX (35,9 × 24 mm), rozlišení 24,3 Mpix, poměr stran 3:2
  - Lze fotografovat v rozlišení až 6016 × 4016 bodů

### Ostření a měření expozice
Zaostřování probíhá pomocí 39 ostřicích bodů, z toho 9 křížových. Pochází patrně z DX řady a soustřeďuje tak body hodně doprostřed, nepokrývá dostatečně celé obrazové pole.
- Autofokus pracuje v těchto módech:

AF-S: jednotlivý autofokus
AF-C: kontinuální ostření
AF-M: manuální zaostřování
AF-A: automatická aktivace prediktivního zaostřování (záleží na objektu).
Rovněž měření expozice nabízí několik variant:
3D Color Matrix II / Color Matrix II, dále integrální měření se zdůrazněným středem, a nakonec bodové měření.
Měření 3D Color Matrix II je možné použít s objektivy Nikkor typu G a D – u ostatních objektivů se použije měření Color Matrix II. Integrální měření zaměřuje 75% citlivosti do malé plošky, nacházející se uprostřed hledáčku – tato ploška se dá v menu specifikovat na velikost 6, 8 nebo 10 mm. Bodové měření bere v potaz pouze kruhovou plošku o průměru 3,5 mm (což jsou cca 2 % obrazového pole) v místě vybraného zaostřovacího pole.

### Hledáček a zadní LCD displej
Hledáček je optický, vybavený dioptrickou korekci (za pomoci malého kolečka) v rozmezí –2 až +1 dioptrie. Hledáček je velký, zvětšení je 0,7. Je znatelně větší, než u většiny DX přístrojů. Pokrytí hledáčku činí 100 %, je vybaven pentagonálním hranolem.
Zadní straně fotoaparátu dominuje LCD s úhlopříčkou cca 8,2 cm a rozlišení 921 000 bodů. Pořízené záběry lze kontrolovat přímo na místě i v detailu.
Displej má dobrou čitelnost i z úhlu – výrobce udává 170°. Navíc je dobře čitelný i na přímém slunci. Spolu s přístrojem se dodává ochranný plastový kryt, proti poškrábáni apod.

## Další podstatné parametry a funkce

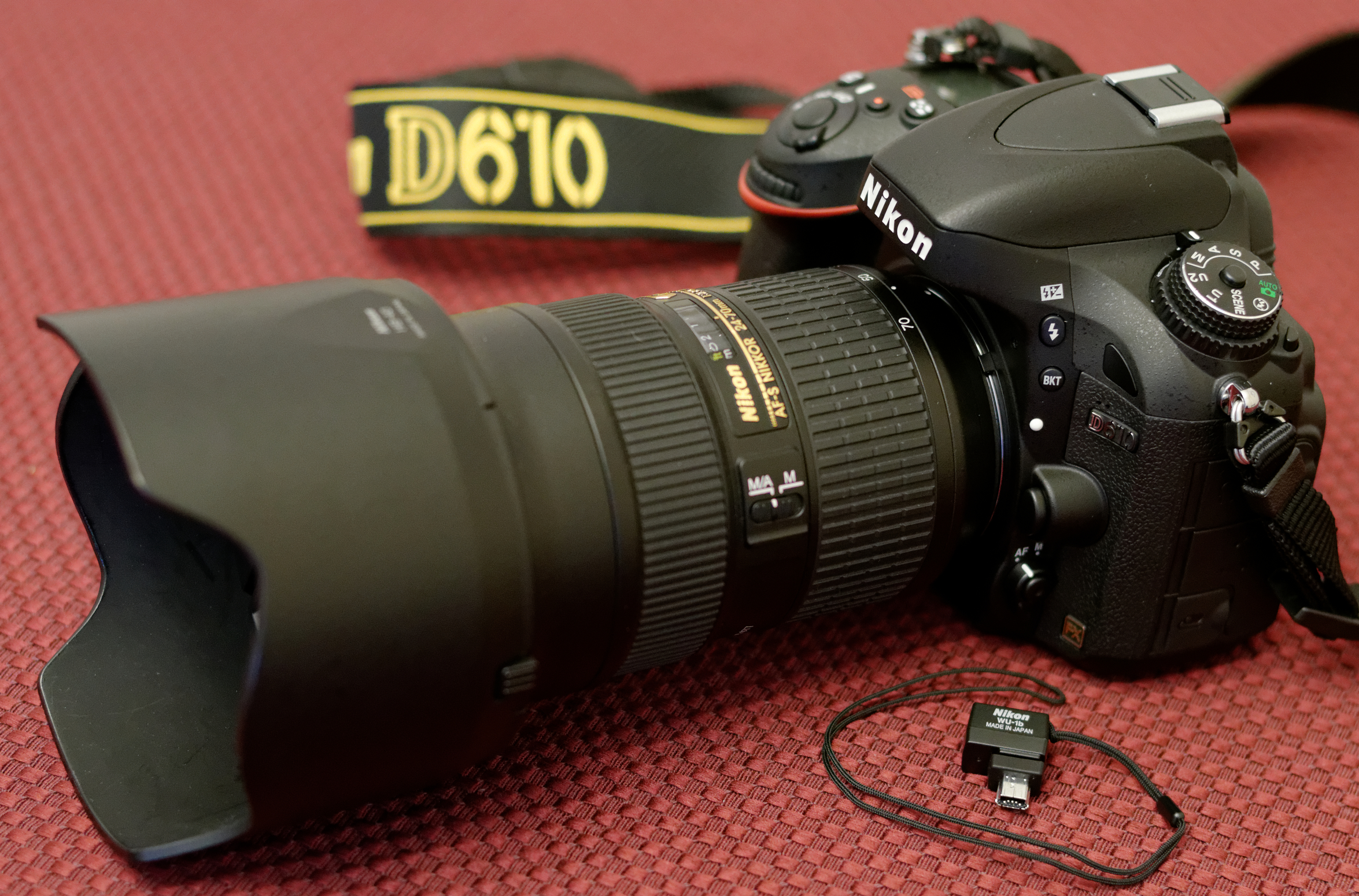
Nikon D610 s objektivem 24–70 mm

- 24,3 milionu efektivních pixelů (24,7 megapixelů RAW) full-frame (35,9 × 24 mm) snímač
- Obrazový procesor Nikon EXPEED 3.
- ISO 100 až 6400 v krocích po 1/3 nebo 1/2 EV; lze také nastavit přibližně 0,3, 0,5, 0,7 nebo 1 EV. (ekvivalent ISO 50) pod ISO 100 nebo na cca 0,3, 0,5, 0,7, 1 nebo 2 EV (ekvivalent ISO 25600) nad ISO 6400; k dispozici je automatická regulace citlivosti ISO.
- Modul snímače Nikon Multi-CAM 4800 automatické zaostřování s fázovou detekcí TTL, jemné doladění, 39 zaostřovacích bodů (včetně devíti křížových snímačů).
- Jednobodové, kontinuální automatické zaostřování, režimy dynamického automatického zaostřování nebo využití 3D sledování pro udržení kroku s pohybujícím se objektem
- Formáty snímků: NEF (RAW): 12- nebo 14bitový; bezztrátově komprimovaný nebo komprimovaný. JPEG: JPEG-Baseline kompatibilní s jemnou (cca 1:4), normální (cca 1:8) nebo základní (cca 1:16) kompresí (priorita velikosti); k dispozici je komprese v optimální kvalitě. Také NEF (RAW)+JPEG: Jedna fotografie zaznamenaná ve formátech NEF (RAW) i JPEG.
- Režim Full HD videa 1920 × 1080 (progresivní, 1080p) při 30p (29,97 snímků/s)/25p (25 snímků/s)/24p (23,976 snímků/s), 1280 × 720 při 60p (59,94 snímků/s)/50p/30p/25p. Formát souboru: MOV: MOV: H.264/MPEG-4 AVC Expeed video processor. Formát zvuku: Lineární PCM. Vestavěný monofonní nebo externí stereofonní mikrofon; nastavitelná citlivost. HDMI Výstup HD videa s podporou nekomprimovaného videa. Maximální délka filmu cca 29 min. 59 s (20 min. v závislosti na velikosti snímků/rychlosti a nastavení kvality filmu).
- Vestavěný intervalometr časosběrné fotografie.
- Uživatelsky programovatelné režimy U1 a U2 pro vyvolání vlastních nastavení fotoaparátu.
- Dva sloty pro paměťové karty, slot 2 lze použít pro přeplněné nebo záložní úložiště nebo pro oddělené ukládání kopií vytvořených pomocí NEF+JPEG; snímky lze kopírovat mezi kartami
- Kompatibilní s paměťovými kartami SD (Secure Digital) a UHS-I kompatibilními s SDHC a SDXC. Eye-Fi Kompatibilní s WLAN.
- 100% pokrytí hledáčku v režimu FX, 97% pokrytí hledáčku v režimu DX.
- 6 snímků/s v režimu sériového snímání (vysoká rychlost sériového snímání), 3 snímky/s (nízká rychlost sériového snímání v tichém režimu).
- Vestavěný snímání s vysokým dynamickým rozsahem. (HDR) režim
- Fotografování s živým náhledem (statické snímky), živý náhled videa (filmy)
- Spuštění do stavu připravenosti k fotografování za 0,13 s
- Spuštění závěrky za 0,052 sekundy[1]
- Tělo z hořčíkové slitiny utěsněné proti povětrnostním vlivům
- Rozhraní GPS pro přímé zeměpisné označování podporované Nikon GP-1

Po pořízení fotografií lze přímo v aparátu využít funkce D-Lighting k projasnění tmavých míst, dále korekci červené oči, snímky ořezávat, prolínat do sebe, retušovat, používat různé filtrové efekty atd.

## Servisní upozornění pro předchůdce (D600) a kvapné vydání nástupce (D610)
Po stížnostech na hromadění prachu na snímači fotoaparátu D600, koncem listopadu 2012 vytvořil jeden z uživatelů časosběrné video jako důkaz, o kterém pak široce informovaly publikace zabývající se fotografováním. O tři měsíce později Nikon reagoval servisním doporučením, které se týkalo „přirozeného hromadění prachu“ a doporučovalo uživatelům, aby před kontaktováním servisního střediska provedli „ruční čištění pomocí balónku“.
Dne 8. října 2013 byl oznámen přímý nástupce modelu D600 a krátce poté bylo zaznamenáno, že výroba modelu D600 byla ukončena. Model D610 byl v recenzích popsán jako „velmi drobné osvěžení“, ale obsahující novou jednotku závěrky. Ihned se tak začalo spekulovat, že model D610 byl uveden na trh výhradně kvůli řešení problémů s olejem a prachem u modelu D600.
V lednu 2014 přinesl web Nikon Rumors zprávu, že někteří uživatelé dostávají zpět přístroje D610 jako odpověď na zaslání svých přístrojů D600 do opravy, a společnost Nikon reagovala prohlášením, že se tak děje případ od případu. Dne 26. února vydala společnost Nikon další servisní doporučení, podle kterého provede kompletní kontrolu, vyčištění a výměnu jednotky závěrky u všech zaslaných kusů D600 bez ohledu na záruční stav, a to zdarma. 28. března společnost Nikon zveřejnila třetí upozornění, ve kterém uvádí, že „Nikon nahradí [...] novým modelem D600 nebo ekvivalentním typem“ všechny fotoaparáty, „na kterých byl výše uvedený servis proveden několikrát“, „pokud je stále patrný počet vícenásobných (sic) zrnitých černých skvrn“. Dne 30. června vyšlo najevo, že společnost Nikon vyčlenila 1,8 miliardy jenů (17 mld. USD) na výměnu modelu D600 a na náklady těchto oprav v uplynulém finančním roce.
Přístroje D610 spolehlivě slouží jako záložní těla fotografů nebo fotoaparáty náročných amatérů preferujících FX formát. Po létech je jasné, že hlavním problémem modelu D600 byla ona závěrka, ze které odstřikoval olej a proto nepřekvapuje, že prakticky identický novější přístroj již pracuje bez tohoto problému. Tělo je populární i díky své kompaktní stavbě, prakticky identické s pokročilými DX těly řady D7xxx nebo semi-pro D7xx. Pravda, o objektivech pro FX formát to již obvykle napsat nelze.